# Avenue de la Porte-des-Poissonniers
L'avenue de la Porte-des-Poissonniers est une voie du 18e arrondissement de Paris, en France.

## Situation et accès
L'avenue de la Porte-des-Poissonniers est une voie publique située dans le 18e arrondissement de Paris. Elle débute à l'intersection boulevard Ney et de la rue des Poissonniers et se termine à l'intersection de rue du Professeur-Gosset et de la rue des Poissonniers à Saint-Ouen.

## Origine du nom

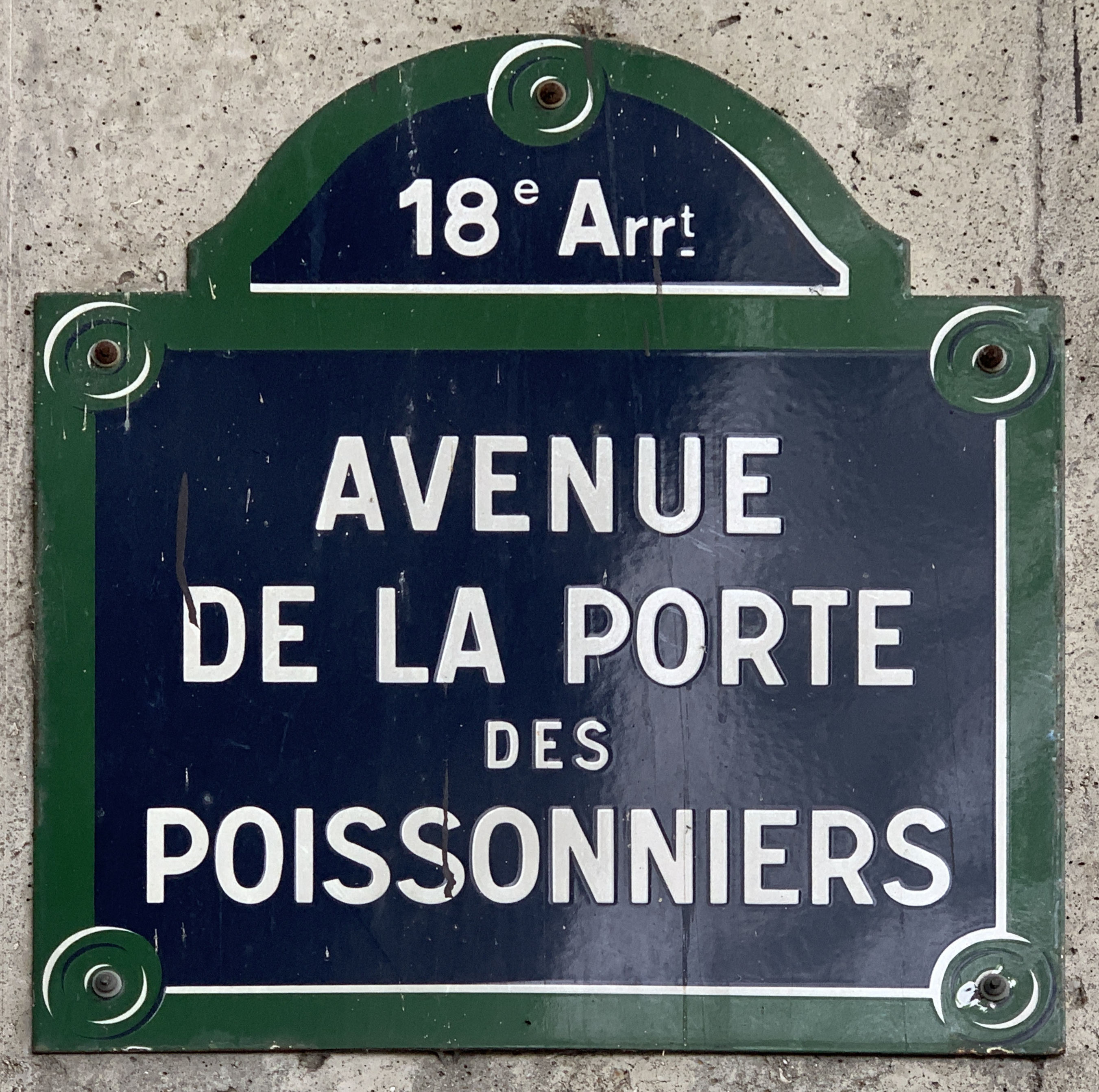
Plaque de l'avenue.

Elle porte ce nom car elle est située en partie sur l'emplacement de l'ancienne porte des Poissonniers de l'enceinte de Thiers à laquelle elle mène.. Ce nom découle lui-même du chemin des Poissonniers, un itinéraire historique d'approvisionnement du poisson en provenance des côtes du nord de la France.

## Historique
Cette avenue a été ouverte pour : 
- la partie comprise entre le boulevard Ney et l'ancienne enceinte de Thiers sur l'emplacement du bastion no 35 de l'enceinte de Thiers ;
- la partie se terminant rues des Poissonniers et du Professeur-Gosset, sous le nom de « rue des Poissonniers », qui était située alors sur le territoire de la commune de Saint-Ouen, annexée à Paris par décret du 27 juillet 1930.